# Gabriel's Oboe
Gabriel's Oboe (L'oboe di Gabriel) è un brano musicale composto da Ennio Morricone per il film Mission, la cui colonna sonora fu candidata all'Oscar come miglior colonna sonora alla cerimonia del 1987.  
Una versione con testo, intitolata Nella fantasia, con parole di Chiara Ferraù, ha ottenuto un notevole successo internazionale ed è stata interpretata da numerosi artisti.
Brano portante della colonna sonora, Gabriel's Oboe è il tema principale della pellicola, caratterizzato da una melodia orecchiabile affidata all'oboe, che accompagna i momenti salienti, fra cui il primo incontro di padre Gabriel con i Guaraní. Il motivo iniziale richiama l'inno liturgico Veni Creator Spiritus.
Il brano è stato trascritto per diversi strumenti; celebre è la versione per violoncello eseguita da Yo-Yo Ma, oltre a numerosi arrangiamenti impiegati in spot televisivi e concerti.